# Epetriodus freddyi
Epetriodus freddyi är en fiskart som beskrevs av Cohen och Nielsen, 1978. Epetriodus freddyi ingår i släktet Epetriodus och familjen Ophidiidae. Inga underarter finns listade i Catalogue of Life.